# Мост Мольтке
Мост Мольтке (нем. Moltkebrücke) — автодорожный каменный арочный мост через Шпрее в берлинском округе Митте. Памятник архитектуры. Носит имя Хельмута фон Мольтке, в 1857—1888 годах возглавлявшего генеральный штаб Пруссии. Мост соединяет улицу Вилли Брандта (нем. Willy-Brandt-Straße, до января 1998 года улица Мольтке, нем. Moltkestraße) с улицей Альт-Моабит, тем самым Правительственный квартал в излучине Шпрее в районе Тиргартен с районом Моабитер-Вердер и Центральным вокзалом в районе Моабит. Юго-западная часть моста непосредственно примыкает к территории Ведомства федерального канцлера.
Облицованный красным песчаником мост был построен в 1886—1891 годах под руководством архитектора Отто Штана. Во Вторую мировую войну был разрушен. Эксплуатация моста была возобновлена в 1947 году. Реставрация моста проходила в 1983—1986 годах.